# Congress Hall
Congress Hall is een gebouw in de Amerikaanse stad Philadelphia dat in de periode 1790-1800 diende als zetel van het Amerikaans Congres. Het gebouw is gelegen aan Chestnut Street, naast de Independence Hall. Het maakt tegenwoordig deel uit van het Independence National Historical Park.

## Geschiedenis
De stad Philadelphia fungeerde al als hoofdstad tijdens de Amerikaanse Onafhankelijkheidsoorlog en Independence Hall was de plek van samenkomst voor het Continental Congress. Dit kwam ten einde na de onrusten van 1793 in de stad. In 1787 werd begonnen met de bouw van Congress Hall. Het gebouw werd ontworpen als rechtbank voor Philadelphia County. Twee jaar na begin van de bouw werd het gebouw opgeleverd. In 1790 werd Philadelphia de tijdelijke hoofdstad van Amerika totdat Washington D.C. klaar was voor gebruik.
Van 6 december 1790 tot 14 mei 1800 werd het gebouw gebruikt door het Amerikaans Congres. In deze periode werd in 1791 de Bill of Rights geratificeerd en ook de tweede inauguratie (in 1793) van George Washington en die van John Adams in 1797 als president vonden er plaats. Nadat het congres verhuisde naar Washington ging het gebouw dienstdoen in haar oorspronkelijke functie, rechtbank voor de county.
In de tweede helft van de 19e eeuw raakte het gebouw in verval. Onder leiding van architect George Champlin Mason jr. werd Congress Hall in 1896-96 gerestaureerd. In de jaren 30 van de 20e eeuw was er een sterke lobby voor het oprichten van een Independence National Historical Park dat uiteindelijk in 1956 werd gerealiseerd. Momenteel wordt het gebouw onderhouden door de National Park Service. Er worden rondleidingen door het gebouw georganiseerd.

## Galerij

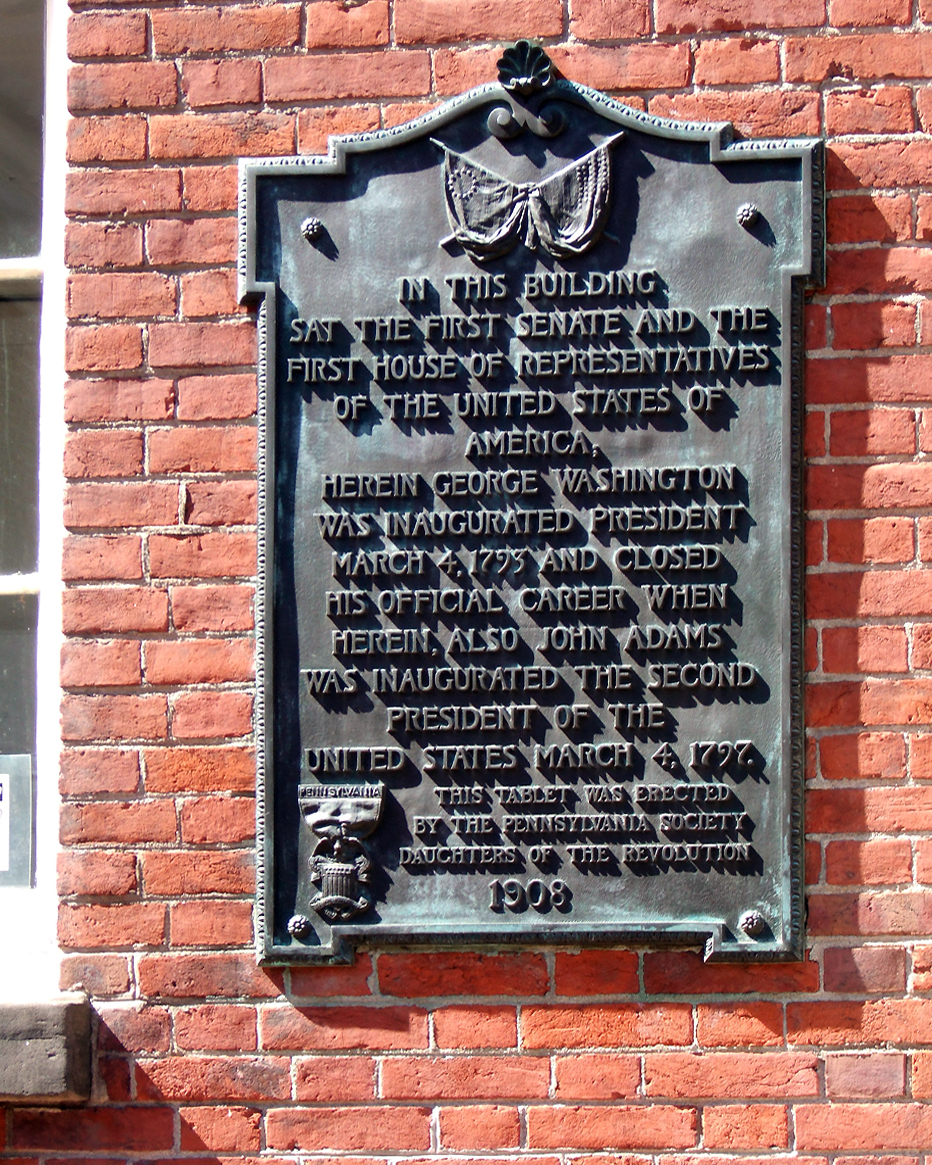
Herdenkingsplakkette
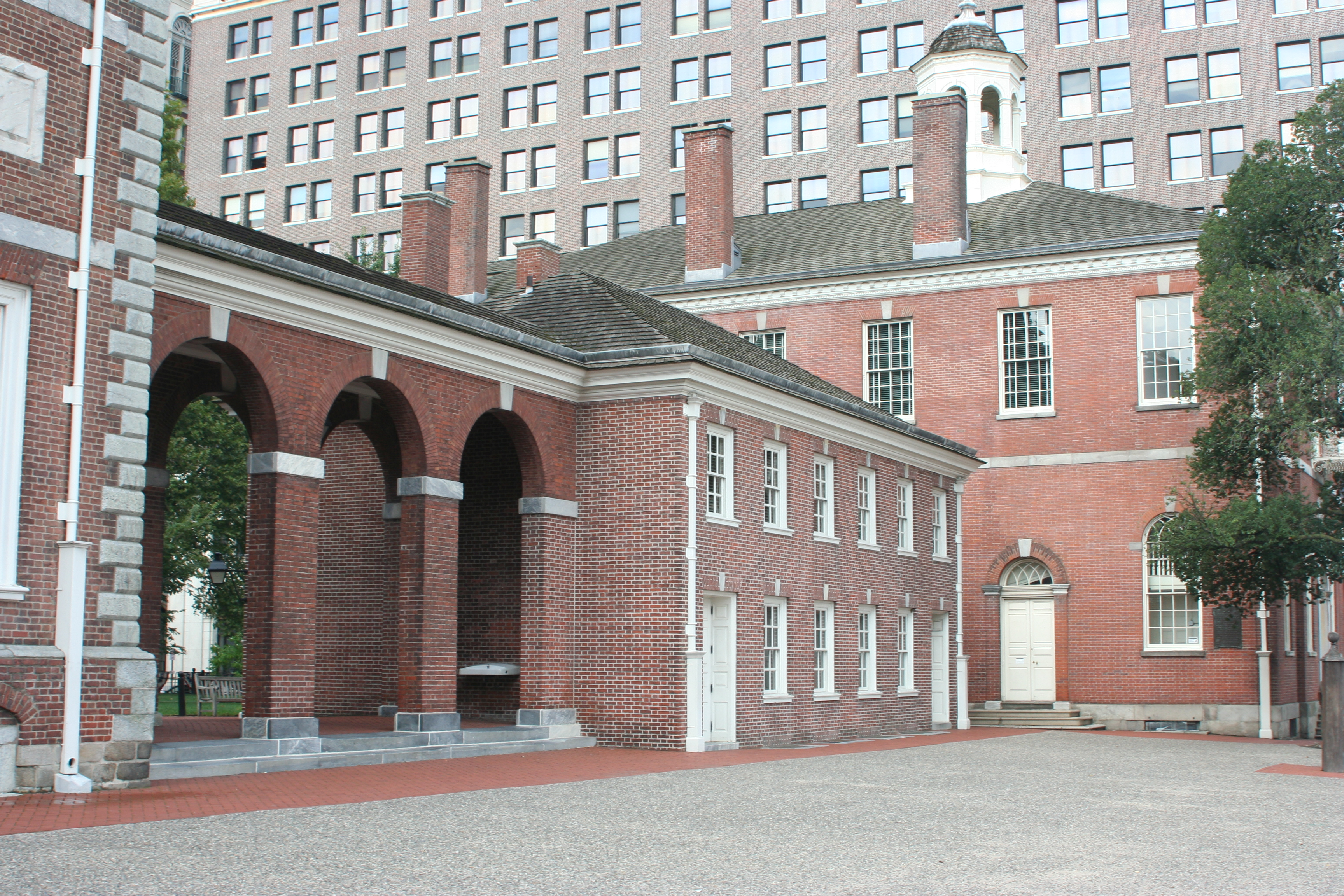
Westzijde van Congress Hall
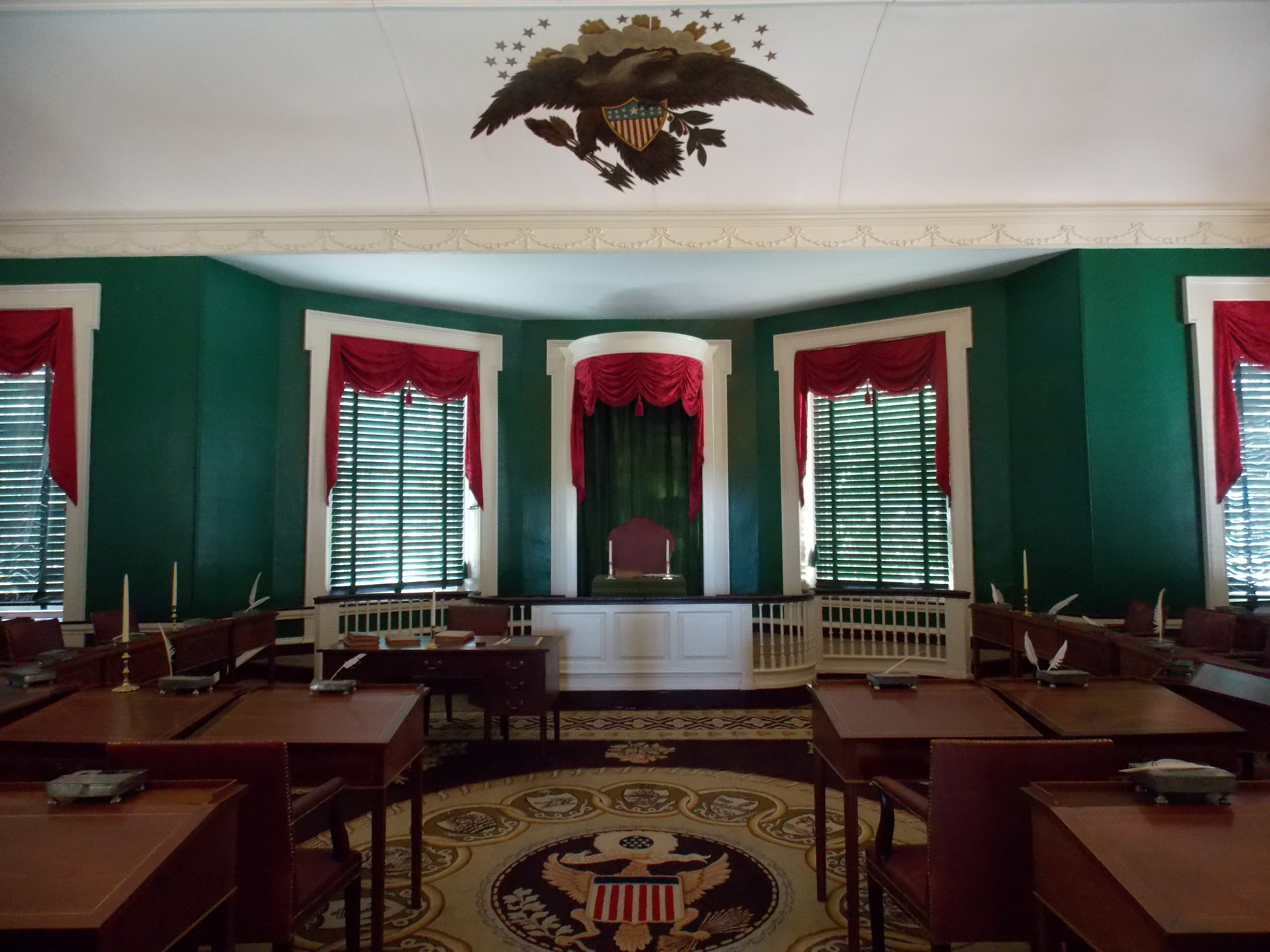
Senaatskamer
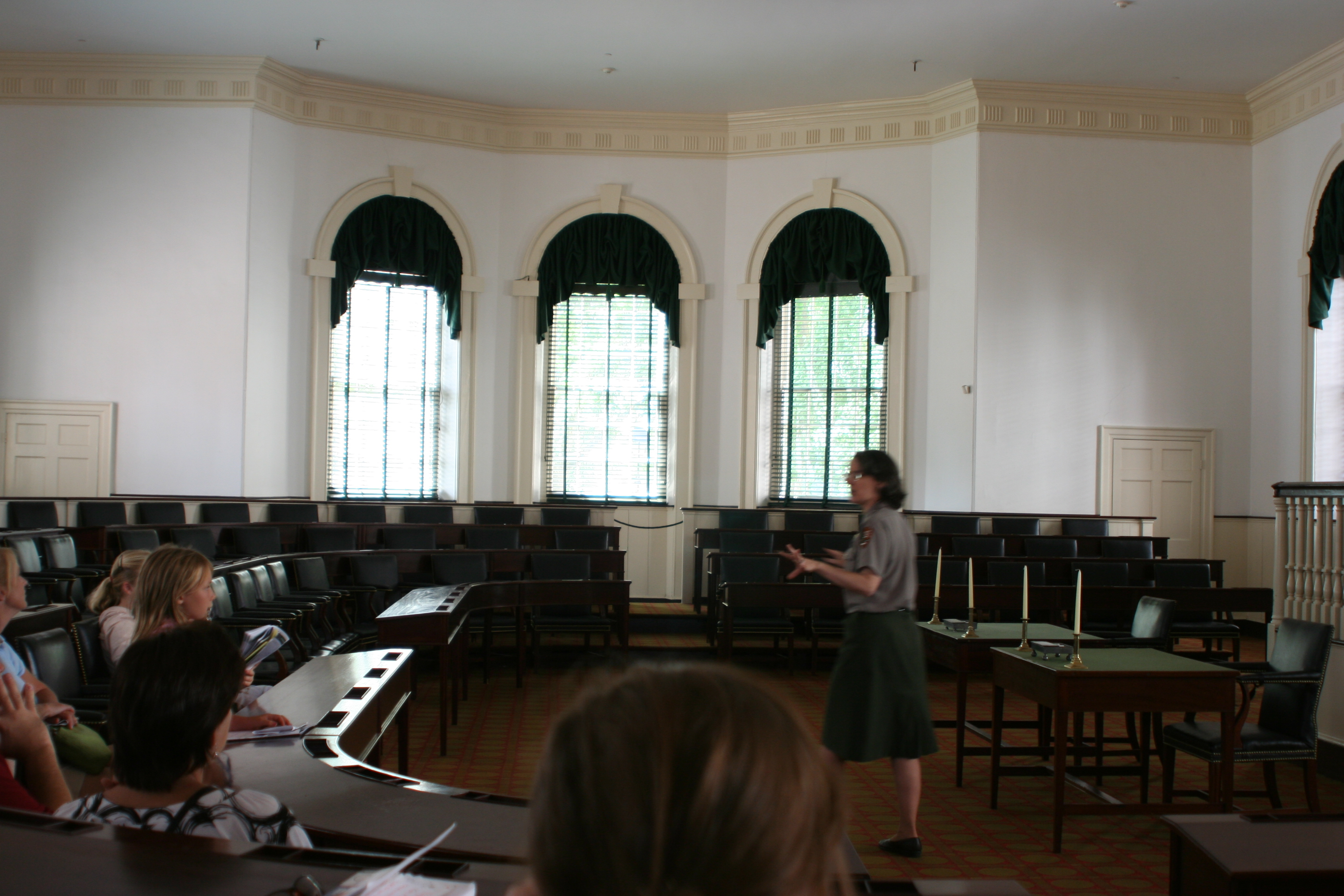
Kamer van het Huis van Afgevaardigden